# Science fiction-kongress
En science fiction-kongress (eller sf-kongress) är ett organiserat möte för medlemmar i science fiction-fandom med programinslag kombinerat med informell samvaro.
De första sf-kongresserna var små. USA och England tävlar om att ha varit först med Philcon i Philadelphia 1936, som vissa inte räknar som en riktigt sf-kongress, och Tucker 4 i Leeds 1937. Sf-kongresser har ofta namn som börjar eller slutar på "con". Den första Worldcon, som fick namnet inte på grund av några utländska deltagare utan för att den hölls samma år som världsutställningen ägde rum i staden, arrangerades av en liten grupp sf-fans från den amerikanska östkusten och ägde rum i New York 1939. På liknande sätt arrangerades därefter världskongresser av lokala arrangörsgrupper tills organisationen WSFS, World Science Fiction Society, bildades i slutet av 1940-talet; dess uppgift är enbart att arrangera världskongresserna, medlemmar är alla registrerade deltagare i varje års världskongress och styrelsen utgörs av arrangörskommittén bakom varje års kongress som lämnar över till nästa års. Tanken bakom arrangemanget är att garantera en viss kontinuitet samt att tillse att en världskongress hålls årligen. Vid den 11:e världskongressen i Philadelphia 1953 introducerades Hugopriset, som inte utdelades vid kongressen 1954 men som därefter utdelats vid samtliga världskongresser.
Den typiska science fiction-kongressen innehåller standardinslag som föredrag av författare (inte minst hedersgäster), prisutdelningar, paneldiskussioner, filmvisningar av professionella men kanske sällsynta filmer eller amatörfilm, bokauktioner och socialt umgänge. Från att ha varit mindre möten har de internationella kongresserna kommit att räkna tusentals deltagare.